# Lucas megye (Ohio)
Lucas megye az Amerikai Egyesült Államokban, azon belül Ohio államban található. Megyeszékhelye és legnagyobb városa Toledo. Lakosainak száma 431 279 fő (2020. április 1.). Lucas megye Monroe, Ottawa, Wood, Henry, Fulton és Lenawee megyékkel határos.

## Népesség
A megye népességének változása:
| Lakosok száma | 441 589 | 439 770 | 437 201 | 436 393 | 433 689 | 431 279 |
|               | 2010    | 2011    | 2012    | 2013    | 2015    | 2020    |